# Лана Кондор
Лана Тереза Кондор (енгл. Lana Therese Condor; Кантхо, 11. мај 1997), рођена као Тран Донг Лан (виј. Trần Đồng Lan), је америчка глумица и јутјуберка. Глумила је Џубили у суперхеројском филму Икс-мен: Апокалипса (2016) и стекла међународну славу улогом Ларе Џин Кови у љубавно-хумористичкој филмској серији Момцима које сам волела (2018—2021). Такође је тумачила Сају Куроки у телевизијској серији Смртоносна генерација (2019) и Којоми у филму Алита: Борбени анђео (2019).

## Филмографија

### Филм
| Улоге на филму |                                          |               |                    |          |
| Година         | Српски назив                             | Изворни назив | Улога              | Напомена |
| 2016.          | Икс-мен: Апокалипса                      |               | Џубили             |          |
| 2016.          | Бостонски хероји                         |               | Ли                 |          |
| 2018.          | Момцима које сам волела                  |               | Лара Џин Кови      |          |
| 2019.          | Алита: Борбени анђео                     |               | Којоми             |          |
| 2019.          |                                          |               | Лекси              |          |
| 2020.          | Момцима које сам волела: И даље те волим |               | Лара Џин Кови      |          |
| 2021.          | Момцима које сам волела: Увек и заувек   |               | Лара Џин Кови      |          |
| 2022.          | У потрази за сновима на Месецу           |               | Софи Цукино        |          |
| 2023.          | Руби тинејџерка: Морско чудовиште        |               | Руби Гилман (глас) |          |

### Телевизија
| Улоге на телевизији |                       |               |                      |                                       |
| Година              | Српски назив          | Изворни назив | Улога                | Напомена                              |
| 2017.               |                       |               | Алисон               | телевизијски филм                     |
| 2019.               | Смртоносна генерација |               | Сара Куроки          | главна улога                          |
| 2019.               | Рилакума и Каору      |               | Каору (глас)         | главна улога; енглеска синхронизација |
| 2019.               | Боџек Хорсман         |               | Кејси Макгари (глас) | 2. епизоде                            |
| 2019.               | Сунђер Боб Коцкалоне  |               | саму себе            | 1. епизода                            |
| 2020.               | Уа, кучно             |               | Ерика Ву             | главна улога                          |